# Méduse (Schiff, 1810)
Die Méduse war eine französische Fregatte der Pallas-Klasse, die im Juli 1816 vor der Küste Westafrikas auf Grund lief. Bekannt wurde sie vor allem wegen des Schicksals der Schiffbrüchigen, die tagelang hilflos auf einem Floß im Meer trieben und von denen nur jeder Zehnte überlebte.
Im Auftrag der französischen Regierung sollte die Méduse im Juni 1816 als Flaggschiff eines Schiffsverbands von Rochefort nach Saint-Louis im Senegal segeln. Aufgrund von Navigationsfehlern verlor sie den Kontakt zu den anderen Schiffen und erlitt auf der Arguin-Sandbank an der westafrikanischen Küste Schiffbruch. Da den 400 Passagieren und Besatzungsmitgliedern nur sechs Beiboote zur Verfügung standen, die nicht jeden aufnehmen konnten, blieben 17 Personen an Bord der gestrandeten Fregatte. Für 147 weitere wurde ein notdürftiges Floß konstruiert, das von vier der sechs Beiboote nach Saint-Louis gezogen werden sollte. Doch schon kurz nach der Evakuierung kappte ein Offizier das Verbindungsseil zum Floß, das daraufhin über 10 Tage steuerungsunfähig im offenen Meer trieb. Unzureichend mit Wasser und Lebensmitteln versehen, kam es unter den Menschen auf dem Floß zu Kannibalismus. Am Ende überlebten nur 15 von ihnen. Die übrigen Beiboote erreichten die westafrikanische Küste und ihre Passagiere gelangten zu Fuß nach Saint-Louis.
Die Katastrophe erregte Aufmerksamkeit in ganz Europa. Die Inkompetenz des Schiffskapitäns, die schlecht durchgeführte Rettungsaktion und die unzureichende Aufarbeitung lösten einen Skandal aus, der dem Ansehen der gerade restaurierten Bourbonenherrschaft schwer schadete. Der Schiffbruch ist Gegenstand mehrerer Gemälde, Filme und Bücher. Das bekannteste unter den Gemälden ist Théodore Géricaults Floß der Medusa, das im Louvre in Paris ausgestellt ist.

## Die FregatteMéduse
Die Méduse wurde im April 1807 auf Kiel gelegt. Verantwortlich für ihren Bau war der Schiffbauer Jacques Noel Sané. Der Stapellauf der Fregatte war im Juli 1810. Sie zählte zu dem damaligen Zeitpunkt zu den modernsten Schiffen der französischen Marine. Johannes Zeilinger bezeichnet sie in seiner Analyse des Schiffsunglücks sogar als die modernste und wohl beste [der] französischen Fregatten. Bestückt war sie mit achtundzwanzig 18-Pfünder-Kanonen, zwölf Karronaden und vier Mörsern.
Fregatten sind schnelle und schlank gebaute Vollschiffe, die in der Marine vor allem Aufgaben wie Aufklärung oder Geleitdienste haben. Die Jungfernfahrt der Méduse führte nach Batavia, dem heutigen Jakarta, um ein kleines französisch-dänisches Expeditionskorps dahin zu begleiten. Erst 1811 kehrte sie gemeinsam mit ihrem Schwesterschiff Nymphe wieder nach Brest zurück. Die Méduse wurde danach von der französischen Marine verwendet, um englische Handelsschiffe abzufangen, die aus Ostasien nach Großbritannien zurückkehrten. Am Ende der Herrschaft der Hundert Tage im Jahre 1815 sollte die Méduse das Feuer der englischen Kriegsschiffe auf sich ziehen, um Napoléon Bonaparte die Möglichkeit zu geben, an Bord der Saale nach Nordamerika zu entkommen. Der Plan wurde so jedoch nicht umgesetzt. Die Fregatte, die bei diesem Manöver eigentlich zerstört werden sollte, blieb unversehrt, wurde dann aber abgerüstet.

## Hintergrund des Schiffunglücks

### Die Gefahren der westafrikanischen Küste
Im Jahre 1816 befand sich die Hydrografie noch in ihrem Anfangsstadium. Kapitänen, die an der Westküste Afrikas entlang segelten, stand nur unzureichendes Kartenmaterial zur Verfügung, auf denen die Untiefen und Riffe häufig nicht oder nur unvollständig eingezeichnet waren. Die Küste war außerdem sehr strömungsreich. Der Kommodore des Verbands De Chaumareys erhielt vor dem Start der Expedition vom Marineministerium eine nautische Beschreibung der westafrikanischen Küste, die aus dem Jahre 1753 stammte. Der Verfasser der nautischen Beschreibung, Jacques Nicolas Bellin, hatte zwar Zeichnungen der wesentlichen Landmarken eingefügt, es fehlten aber genaue Positionsangaben.
Zu den besonderen Gefahren der westafrikanischen Küsten zählte die Arguin-Bank, ein vorgelagertes Gebiet von Sandbänken und seichten Riffen, das von der Nordküste Senegals aus mehr als dreißig Seemeilen in den Atlantik hineinragt. Hier herrschen beständig auflandige Winde, da die Sahara bis an die Meeresküste reicht und die Hitze des Festlands die kühleren Luftmassen über dem Meer ansaugt. Segelschiffe hielten in der Regel weiten Abstand von diesem gefährlichen Küstenabschnitt. Wer sich in der Nähe des Küstengewässers befand, war seitens des Marineministeriums angewiesen, ständig Lotungen vorzunehmen. Als sicher galt eine Route, die von Kap Finisterre an der nordwestlichen Küste Spaniens zunächst in westliche Richtung führte. Erst weit im Atlantik nahm man Kurs in südliche Richtung und passierte Madeira und die Kanaren an deren westlicher Küste. Erst wenn man eine Position querab von St. Louis erreichte, segelte man wieder in Richtung Osten.

### Der Schiffsverband
England hatte im Krieg mit Frankreich die französischen Kolonien annektiert, die Frankreich durch die Verträge des Friedens von Paris von 1783 gewonnen hatte. Mit dem Friedensschluss, dem Ersten Pariser Frieden von 1814, erhielt Frankreich seine Kolonien erneut zurück. Dazu zählte auch der westafrikanische Senegal.
Verschiedene Gründe trugen dazu bei, dass nicht sofort nach dem Friedensschluss wieder ein Gouverneur in den Senegal entsandt wurde. Erst im Juni 1816 beorderte die neue Bourbonenregierung einen kleinen Schiffsverband nach Saint-Louis, der Hauptstadt des Senegal, um offiziell diese Hafenstadt von den Briten zu übernehmen. Der Schiffsverband bestand aus vier Schiffen, nämlich dem Versorgungsschiff Loire, der Brigg Argus, der Korvette Echo und der Fregatte Méduse als Flaggschiff. An Bord dieser Schiffe befanden sich insgesamt mehr als 600 Personen, darunter Ingenieure, Lehrer, Priester, Bauern, Arbeiter und Soldaten, die die französische Kolonie neu aufbauen sollten. Die vier Schiffe transportierten aber auch Lebensmittel und Ausrüstungsgegenstände. An Bord der Méduse befanden sich insgesamt 400 Menschen. Im Einzelnen handelte es sich um 166 Seeleute, 10 Artilleristen, 161 Soldaten, zwei Ehefrauen von Soldaten sowie 61 Passagiere. Zu ihnen gehörten der neu ernannte Gouverneur des Senegal, Julien-Désiré Schmaltz, sowie seine Frau Reine Schmaltz und seine Tochter Eliza. Auch vier Fässer mit Goldmünzen im Gegenwert von 90.000 Francs befanden sich an Bord der Méduse. Die Reise des Gouverneurs wurde durch eine neuerliche Depression von Reine Schmaltz verzögert, wie der Autor Jonathan Miles später beschrieb.

### Der Kommodore des Schiffsverbands

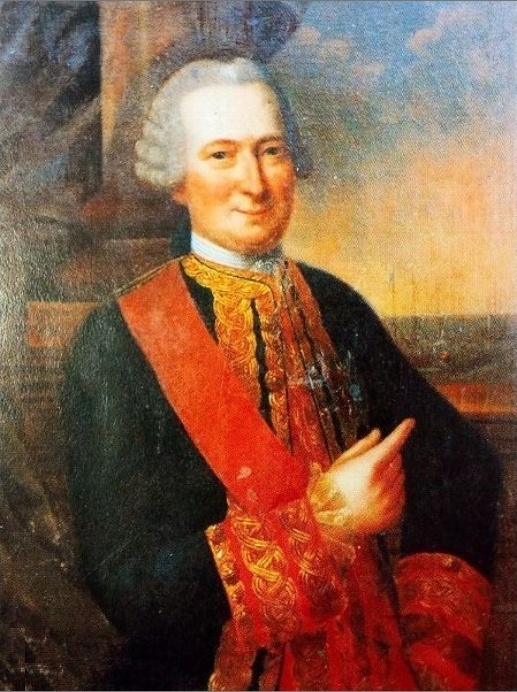
Louis Guillouet d’Orvilliers

Das französische Marineministerium hatte Hugues Duroy de Chaumareys zum Kommodore des Schiffsverbands ernannt. De Chaumareys war ein treuer Royalist und Nachfahre des erfolgreichen Admirals Louis Guillouet, Comte d’Orvilliers. Noch während der Regentschaft von Ludwig XVI. hatte De Chaumareys einen Teil seiner Ausbildung unter seinem älteren Verwandten absolviert. Er machte nicht zuletzt wegen dieser Beziehung Karriere in der französischen Kriegsmarine. Während seines letzten Einsatzes kurz vor der Französischen Revolution hatte man ihm das Kommando über ein Transportschiff übertragen. De Chaumareys verließ 1790 Frankreich und war unter anderem im Juni 1795 an dem Versuch einer royalistischen Invasion auf der französischen Halbinsel Quiberon beteiligt. Diese scheiterte allerdings. De Chaumareys entging nach seiner Gefangennahme einer Exekution, weil er vorgab, an der Militäraktion nicht beteiligt gewesen zu sein. Er wurde zunächst nur inhaftiert. Wenig später gelang ihm die Flucht nach England, wo er am 21. Februar 1796 mit dem Ordre royal et militaire de Saint-Louis ausgezeichnet wurde. Bereits während der ersten Phase der Restauration war er für seine Dienste für die Bourbonen mit der Ehrenlegion ausgezeichnet worden. Zu dem Zeitpunkt, zu dem ihm das französische Marineministerium das Kommando über das Geschwader erteilte, hatte er seit 25 Jahren kein Schiff mehr befehligt.
Der Autor John Miles sieht schon in diesen Vorkommnissen Hinweise auf die Persönlichkeitsstruktur von Hugues Duroy de Chaumareys. Die Flucht aus der Haft war ihm nur mit Hilfe des bretonischen Bauernmädchens Sophie du Kerdu möglich, der de Chaumareys dafür die Ehe versprach. Er löste dieses Versprechen jedoch nie ein, sondern heiratete zwei Jahre später die preußische Adelige Sophie Elisabeth von der Brüggeney genannt Hasenkamp. In London gab er einen Bericht über die gescheiterte Invasion und seine anschließende Flucht heraus, den er vornehmlich dazu nutzte, seine eigene Rolle dabei herauszustellen. Der Bericht wurde dreimal aufgelegt und mit jeder Auflage trat dabei Sophie du Kerdu weiter in den Hintergrund. De Chaumareys schilderte die Flucht stattdessen zunehmend so, als sei sie allein auf seinen Einfallsreichtum und Wagemut zurückzuführen. 1804 kehrte de Chaumareys wieder nach Frankreich zurück, um auf seinem Landsitz zu leben. Nach dem Ende von Napoleons Herrschaft forderte er in zahlreichen Briefen bei der neuen Bourbonenregierung einen Posten ein, der ihn für seine damalige Treue belohnen sollte. Am 22. April 1816 sagte man ihm schließlich das Kommando über das Geschwader zu.

### Weitere Kapitäne und Offiziere
Hugues Duroy de Chaumareys war nicht der einzige, der nach der Restauration der Bourbonen für seine Treue auf diese Weise belohnt wurde. Während mehr als 600 erfahrene Marineoffiziere und -mannschaftsgrade, die der französischen Republik und dem französischen Kaiserreich gedient hatten, entlassen oder mit halbem Gehalt beurlaubt wurden, waren eine Reihe von Bourbonenanhängern auf angesehene Posten befördert worden. Selbst der Marineminister Vicomte DuBouchage hatte vor seiner Ernennung in den letzten 25 Jahren kein offizielles Amt ausgeübt. Unter den Marineangehörigen sorgte dies für erhebliche Unruhe und Unmut. De Chaumareys war sich vermutlich bewusst, dass seine Unteroffiziere erheblich mehr Erfahrung besaßen als er und seiner Ernennung skeptisch gegenüberstanden. Gicquel de Touche, Kapitän der Loire und zwanzig Jahre jünger als de Chaumareys, bezeichnete später de Chaumareys als snobistisch und ahnungslos. Immerhin hatte sich de Chaumareys noch in Rochefort von Gicquel de Touche die sicherste Route nach St. Louis erläutern lassen. An Bord der Mèduse diente mit dem Ersten Offizier Pierre-André Reynaud ein Seemann, der in Napoleons Flotte erfolgreich gedient hatte. Zwischen de Chaumareys und Reynaud bestanden jedoch von Beginn an starke Aversionen.

## Verlauf des Schiffunglücks

### Das erste Unglück
Der Schiffsverband mit der Méduse als Flaggschiff verließ am 17. Juni 1816 Rochefort. Anders als vom Marineministerium angeordnet, war der Schiffsverband bereits fünf Tage später, als man Kap Finisterre erreichte, auseinandergefallen. Lediglich die Korvette Echo konnte mit der hohen Geschwindigkeit der Méduse mithalten. Die beiden anderen Schiffe, die Loire und die Argus, waren dagegen zu langsam und erreichten später St. Louis, ohne zu den schnelleren Schiffen noch einmal Kontakt gehabt zu haben.
An Bord der Méduse waren die üblichen Befehlsstrukturen weitgehend außer Kraft gesetzt. Die Aversionen zwischen Kommodore de Chaumareys und seinem Ersten Offizier Pierre-André Reynaud waren so groß, dass der Kommodore auf eine Zusammenarbeit mit diesem verzichtete. De Chaumareys zog es stattdessen vor, den Ratschlägen von Antoine Richefort zu folgen. Dieser sollte zukünftig in St. Louis das Amt eines Hafenmeisters bekleiden. Er gehörte aber nicht zur Besatzung der Méduse, sondern war lediglich Passagier. Antoine Richefort hatte vor dem Friedensschluss zwischen England und Frankreich zehn Jahre lang als Kriegsgefangener in englischen Gefängnissen verbracht. Inwieweit er – wie er behauptete – seemännische Erfahrung besaß und ob er jemals einen Dienstgrad in der französischen Marine erworben hatte, lässt sich heute nicht mehr nachvollziehen.
Dass das Schiff nicht mehr von kompetenten und erfahrenen Seeleuten befehligt wurde, zeigte sich bereits am 23. Juni, als ein 15-jähriger Schiffsjunge über Bord ging. Die üblichen Rettungsmanöver wurden zu spät und nur halbherzig eingeleitet. Als man der Echo, die hinter der Méduse segelte, das Unglück mit einem Kanonenschuss anzeigen wollte, erwiesen sich die Kanonen als ungeladen. Der Junge ertrank. Da sich eine Reihe von Passagieren auf dem hinteren Deck aufhielten, um einem Trupp Delphine zuzusehen, blieb das laienhaft ausgeführte Manöver den an Bord befindlichen Personen nicht verborgen.
Die mangelnden Fähigkeiten von Kommodore de Chaumareys und Antoine Richefort zeigten sich auch an anderer Stelle. De Chaumarey hatte angekündigt, man würde Madeira am Morgen des 26. Juni erreichen. Tatsächlich war die Position jedoch falsch bestimmt. Die Méduse befand sich mehr als 90 Seemeilen vom gesteckten Kurs und die Insel wurde erst am Abend erreicht. De Chaumarey ließ auch zu, dass die Méduse zu nahe an die Küste Madeiras gesteuert wurde, so dass das Schiff Gefahr lief, von der auflandigen Strömung an die Küste gespült zu werden. Nach einer hitzigen Diskussion konnten sich der Erste Offizier Reynaud und der Zweite Offizier durchsetzen und die Fregatte von der Küste wegsteuern. Weder ein Anlaufen von Madeira noch von Santa Cruz de Tenerife war in den Weisungen des Marineministeriums vorgesehen, da die Fregatte ausreichend proviantiert war. Beide Anlaufmanöver erfolgten nur auf Wunsch von Gouverneur Schmaltz, der seine Gattin und Tochter mit frischem Obst verwöhnen wollte. Vor Santa Cruz, deren Küste als noch gefährlicher galt als die vor Madeira, kam es an Bord der Méduse zum Eklat. Die Offiziere beschwerten sich über die wenig seemännischen Anordnungen von Antoine Richefort. Kommodore de Chaumareys reagierte darauf empört und ernannte Richefort zum Steuermann, dessen Anordnungen alle Dienstgrade Folge zu leisten hatten.

### Die Arguin-Sandbank

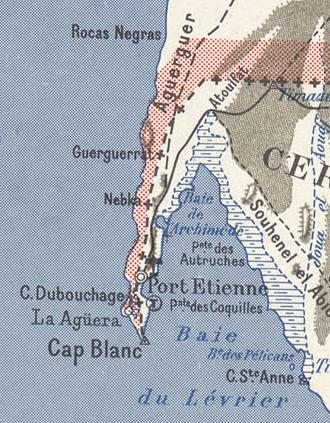
Kap Blanc, die Landmarke vor der Arguin-Sandbank

Antoine Richefort entschied sich für einen Kurs, der die Fregatte Méduse nahe entlang der Küste Afrikas führte, statt in sicherer Entfernung auf dem offenen Meer. Als die Fregatte den nördlichen Wendekreis erreichte, wäre sie beinahe gestrandet, wenn nicht der wachhabende Offizier eigenmächtig den Kurs geändert und das Schiff auf das offene Meer gesteuert hätte. Sowohl Kommodore de Chaumareys als auch der neue Steuermann Richefort hatten einen hochragenden Felsen fälschlich für Kap Barbas gehalten, der die südliche Begrenzung des Golf von St. Cyprien darstellte. Sie hatten damit ein Riff übersehen, das sich an dieser Stelle anderthalb Seemeilen ins Meer erstreckte und im Weg der Méduse lag.
Kap Blanc an der Südspitze der Halbinsel Ras Nouadhibou ist die letzte große Landmarke vor der Arguin-Sandbank. Die übliche Route nach St. Louis führte auf der Höhe dieser Landmarke für etwa 66 Seemeilen nach West-Südwest. Erst wenn das Schiff sich auf der Höhe von St. Louis befand, segelte man in östlicher Richtung zur Küste Afrikas. Mit diesem Umweg konnten die Untiefen vermieden werden, die an dieser Stelle die afrikanische Küste so gefährlich machten. Die Echo unter Kapitän Cornet de Venancourt nahm diesen westsüdwestlichen Kurs. Der Kapitän hatte zuvor ein Licht im Besanmast aufziehen lassen und durch das Zünden von Pulverladungen versucht, das Flaggschiff auf sich aufmerksam zu machen. Im Logbuch hielt Kapitän de Venancourt noch am selben Abend fest: „Von der Fregatte kam weder eine Antwort noch ein Signal, welcher Kurs über Nacht gesegelt werden sollte.“ Die Fregatte befand sich zu dieser Zeit etwa zwei Tagesreisen von St. Louis entfernt.
Als am frühen Morgen des 2. Juli Kommodore de Chaumarey das Achterdeck betrat, versuchten die anwesenden Offiziere ihm einzureden, dass ein achteraus liegendes, wolkenverhangenes Gebilde Kap Blanc sei. Damit wollten sie verhindern, dass die Fregatte zu früh einen Kurs einschlug, der näher an die Küste führte. Sie hatten jedoch nicht mit der Arroganz von Antoine Richefort gerechnet, der nach bereits 30 Seemeilen die Richtung ändern ließ und in südöstlicher Richtung weitersegelte. Der Richtungswechsel führte erneut zu heftigen Wortwechseln zwischen dem Kommodore und seinen Offizieren. De Chaumarey beendete die Diskussion, indem er dem Wortführer der Offiziere Arrest androhte. In den Streit mischte sich auch Charles Picard ein, der in St. Louis das Notaramt ausüben sollte und die Reise entlang der westafrikanischen Küste bereits drei Mal hinter sich gebracht hatte. Auf seine Warnungen vor den Gefahren der Arguin-Bank reagierte Antoine Richefort nur mit Spott.
Der Kurs, den Antoine Richefort hatte einschlagen lassen, führte direkt auf die Arguin-Bank zu. Das veränderte Meer ließ darauf schließen, dass man sich flachem Gewässer näherte. Das Wasser war trüb geworden. In ihm trieben Seetang und Flussgras und im Wasser waren ungewöhnlich viele Fische zu beobachten. Überlebende Seeleute berichteten später, die Stimmung an Bord sei in diesem Moment gedämpft gewesen, da eine Reihe von ihnen sich sicher war, sich entweder kurz vor der Arguin-Bank oder bereits direkt über ihr zu befinden. Der diensthabende Leutnant ließ regelmäßig Lotungen vornehmen, obwohl de Chaumareys dies für unnötig hielt. Am frühen Nachmittag wies das Meer nur noch eine Tiefe von achtzehn Faden auf. De Chaumareys gab daraufhin den Befehl, das Schiff etwas anzuluven. Bei der nächsten Lotung maß man nur noch sechs Faden und bevor der Kommodore weitere Befehle geben konnte, lief die Méduse auf Grund.

### Versuche, das Schiff freizubekommen

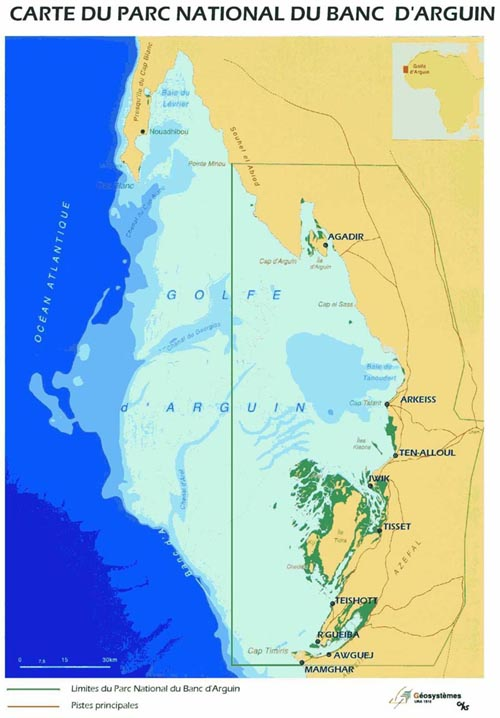
Das Gebiet der Arguin-Sandbank

Die Méduse war relativ unbeschädigt geblieben. Das Ruder war zwar unbeweglich, aber der Rumpf war noch so unbeschädigt, dass die Pumpen das eindringende Wasser ablenzten. Allerdings war die Méduse bei Springflut auf Grund gelaufen. Es bestand daher keine Hoffnung, das Schiff mit der nächsten Flut freizubekommen. Stattdessen musste das Schiff freigewarpt werden. Bei diesem Manöver werden Anker in tieferes Wasser geworfen. Von dem ausgelegten Anker wird eine feste Trosse zum Schiff geführt und mit Hilfe des Spills das Schiff in Richtung des Ankers bewegt. Ziel dieses Warpmanövers ist es, das Schiff wieder in tiefere Gewässer zu ziehen. Damit ein solches Manöver erfolgreich abläuft, wird in der Regel das Schiff von allem denkbaren Ballast befreit. Kommodore de Chaumareys verbot allerdings, die 14 Kanonen und die Kugeln von Bord zu werfen. Gouverneur Schmaltz untersagte es, die zahlreichen Mehlfässer abzuwerfen. Nach den Beschreibungen der beiden Überlebenden Savigny und Correard verliefen die Versuche, das Schiff freizubekommen, unkoordiniert und disziplinlos. Entsprechend befand sich die Méduse noch am 4. Juli auf Grund. Allerdings hatte man den Bug zur offenen See hin drehen und das gesamte Schiff insgesamt zweihundert Meter in Richtung offenes Meer bewegen können.
Kommodore de Chaumareys unterließ es, eines der Beiboote in das zwei Tagesreisen entfernte St. Louis zu senden, um dort einen Hilfskonvoi anzufordern. Auch die Alternative, die Passagiere mit einem Trupp Soldaten durch die Beiboote an die 40 Meilen entfernte Küste zu bringen, unterblieb. Allerdings wäre diese Maßnahme nicht ohne Gefahren gewesen. Elf Monate zuvor war die amerikanische Brigg Commerce in der Nähe auf Grund gelaufen. Die Seeleute hatten sich an die Küste retten können, waren dort jedoch von nomadisierenden Stämmen gefangen genommen worden.
Am Abend des 4. Juli brach ein Sturm aus, der die Anstrengungen der Tage zuvor zunichtemachte. Hohe Brecher schlugen über der Méduse zusammen und drückten sie zurück auf die Sandbank. In der Nacht riss der Rumpf, und der Kiel des Schiffes brach. Das zerbrochene Ruder schlug auf das Achterschiff ein und beschädigte es stark. Unter dem Eindruck des Sturms meuterten die an Bord befindlichen Soldaten und drohten, jeden zu erschießen, der sich mit einem der Boote in Sicherheit bringen würde. Gouverneur Schmaltz gelang es, die Soldaten mit dem Schwur zu beruhigen, dass er niemanden zurücklassen werde.

### Die Evakuierung des Schiffes

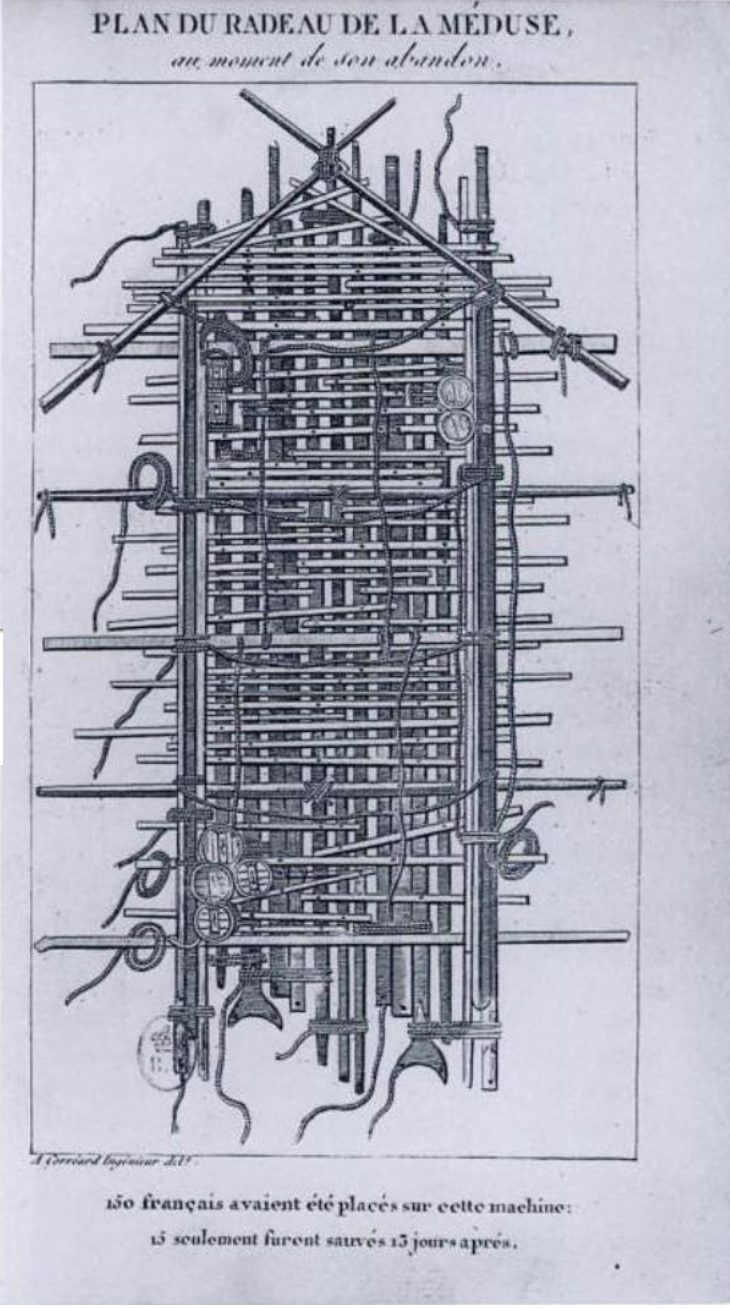
Das Floß der Méduse, mit dem 157 Passagiere und Besatzungsmitglieder gerettet werden sollten

Gouverneur Schmaltz hatte bereits vor dem Abend des 4. Juli begonnen, den Plan für ein großes Floß zu entwerfen. Um Unruhe zu vermeiden, hatte er angedeutet, dass das Floß nur Wasser und Proviant aufnehmen solle. Tatsächlich gab es bereits eine von ihm angefertigte Liste, die die an Bord befindlichen Personen auf die sechs Beiboote und das Floß verteilte. Die Beiboote reichten – wie zu dieser Zeit üblich – bei weitem nicht aus, um alle an Bord befindlichen Personen aufzunehmen. Das Floß war daher für 200 Personen gedacht.
Im Morgengrauen des 5. Juli gab Kommodore De Chaumareys den Befehl, die Méduse zu verlassen. Die Barkasse nahm den Gouverneur, seine Familie sowie einen Teil von deren Gepäck auf und wurde vom Ersten Offizier Reynaud kommandiert. Die Barkasse hätte Raum für fünfzig Personen gehabt, jedoch wurden nur 36 an Bord gelassen. Seeleute, die sich schwimmend der Barkasse näherten, wurden mit Waffengewalt ferngehalten. An Bord der Kommandantenpinasse befand sich Kommodore De Chaumareys sowie 27 weitere Personen. Das kleine Hafenboot stand unter dem Kommando von Leutnant Maudet. Eine weitere Pinasse wurde von Leutnant Lapeyrère kommandiert. Antoine Richefort, der die Fregatte auf die Sandbank gesteuert hatte, wurde dem kleinsten Beiboot zugewiesen. Das größte und schwerfälligste Beiboot, eine Schaluppe ohne Riemen, wurde vom Zweiten Offizier Jean-Baptiste Espiaux kommandiert.
Das Floß nahm vor allem die Soldaten des afrikanischen Bataillons auf, die zum Teil mit gezogener Waffe gezwungen wurden, sich aufs Floß zu begeben. Das Floß erwies sich schnell als Fehlkonstruktion. Es war nicht nur zu klein, um 200 Personen aufzunehmen. Ihm fehlten außerdem Auftriebskörper, die die schweren Masten und Rahen über Wasser hielten, aus denen das Floß gezimmert war. Als sich die ersten fünfzig Mann an Bord befanden, stand ihnen das Wasser bereits bis zur Hüfte. Um das Floß leichter zu machen, wurde ein Teil des Proviants ins Meer geworfen. Die etwas mehr als fünfzig Personen, die als letzte das Floß besteigen sollten, weigerten sich angesichts der zusammengedrängten Menschenmasse erfolgreich. Kommodore de Chaumareys, der die Méduse entgegen den ausdrücklichen Anweisungen der französischen Marineartikel bereits verlassen hatte und sich an Bord der Kommandantenpinasse befand, obwohl noch Personen an Bord der Fregatte waren, beorderte daher die Schaluppe zurück zur Fregatte, um die übrigen Personen an Bord zu nehmen. Die Schaluppe nahm so viele Personen auf, dass bereits Wasser über das Dollbord schwappte. Siebzehn Männer lehnten es daher ab, dieses Beiboot zu besteigen, und zogen es vor, auf der Fregatte zu bleiben.
Das Floß sollte von vier der Boote mittels eines Seils gezogen werden. Die große Schaluppe kam für diese Aufgabe nicht in Frage, da sie ihre Richtung ohne Riemen segelnd halten musste. An der Spitze der Schleppleine befand sich die Kommandantenpinasse, dann folgte das Hafenboot, danach die Pinasse unter Kommando von Leutnant Lapeyrère und zuletzt die Barkasse, auf der sich Gouverneur Schmaltz befand. Noch bevor die Boote mit dem Schleppen beginnen konnten, drohte die Schaluppe das Hafenboot zu rammen, so dass dieses die Leinen zum dahinter folgenden Boot lösen musste, um auszuweichen. Die Pinasse unter Leutnant Lapeyrère kappte das Seil ebenfalls, so dass nur noch die Barkasse das Floß schleppte. In der Strömung wirkte das Floß wie ein Treibanker und driftete gemeinsam mit der Barkasse in nordwestlicher Richtung ab. Der Erste Offizier Reynaud fasste daraufhin die Verbindungsleine und fragte, ob er gleichfalls kappen sollte. Während einige der Besatzungsmitglieder laut protestierten, befahl ihm Gouverneur Schmaltz, die Trosse loszumachen. Auf der Kommandantenpinasse hatte man von diesen Vorgängen nichts mitbekommen. Auf den Zuruf von Kommodore de Chaumareys, warum das Floß frei treibe, antwortete Reynaud, dass die Trosse gebrochen sei, und auf die Rückfrage seitens der Kommandantenpinasse, was denn jetzt zu tun sei, antwortete der Erste Offizier « Abandonnons-les! » (deutsch: „Lassen wir sie zurück!“)

### Das Schicksal der mit den Beibooten Evakuierten
Die Barkasse mit dem Gouverneur und seiner Familie sowie die Kommandantenpinasse mit Kommodore de Chaumareys an Bord schafften es über die nächsten drei Tage, dicht beieinander zu bleiben. Beide Boote führten ausreichend Proviant mit. Allein den 36 Personen an Bord der Barkasse standen neben 50 englischen Pfund Schiffszwieback auch 18 Flaschen Wein sowie 60 Flaschen mit Wasser zur Verfügung. Vom Wind begünstigt, befanden sie sich am Abend des 8. Juli etwa 35 Seemeilen von St. Louis entfernt, als sie von der Echo entdeckt wurden, die von St. Louis aus zurückgesegelt war, um nach der Méduse zu suchen. Am 9. Juli trafen sie in St. Louis ein, ohne dass einer der Personen etwas zugestoßen wäre.
Die überbesetzte Schaluppe sichtete bereits am Nachmittag des 5. Juli die afrikanische Küste. Sie strandete aber auf einer Sandbank, bevor sie die Küste erreichen konnte, und es war Nacht, bevor die Schaluppe wieder ausreichend Wasser unter dem Kiel hatte. 57 der an Bord befindlichen Personen zogen am nächsten Morgen den 200 Meilen langen Marsch entlang der Küste einer weiteren Seereise vor, obwohl sie nicht ausreichend Proviant und Wasser zur Verfügung hatten, der Weg durch die Wüste führte und sie damit rechnen mussten, von feindlichen Stämmen überfallen zu werden. Der Zweite Offizier Espiaux setzte sie am südlichen Ende der Arguin-Bank ab und segelte mit den übrigen Personen in Richtung St. Louis. Sie trafen wenig später auf zwei der anderen Beiboote, nämlich die kleine Jolle und das Hafenboot, und nahmen die 15 Personen auf, deren Jolle unterzugehen drohte. In der folgenden Nacht wurden die Boote wieder auseinandergetrieben, erst am Nachmittag des 7. Juli trafen das Hafenboot und die Schaluppe wieder aufeinander. Beide Boote befanden sich so nahe an der Küste, dass das Hafenboot schließlich von den Wellen an die Küste gespült wurde. Jean-Baptiste Espiaux steuerte die Schaluppe daraufhin ebenfalls auf den Strand.
Die Pinasse unter dem Kommando von Leutnant Lapeyrère konnte zunächst in der Nähe der Barkasse und der Kommandantenpinasse bleiben. Sie hatte zu wenig Proviant an Bord, eine Verproviantierung durch die weitaus besser mit Verpflegung ausgestatteten beiden anderen Boote wurde ihnen jedoch verweigert. In der Nacht vom 6. auf den 7. Juli wurde sie von den beiden anderen Booten getrennt. Das Boot war zu diesem Zeitpunkt nur noch begrenzt seetüchtig und wies ein Leck auf, das man mit Kleidungsstücken mühselig stopfte. Den 7. Juli hielt man sich in Sichtnähe der Küste auf, wagte aber wegen der starken Brandung und aus Angst vor feindlichen Stämmen nicht, an der Küste anzulanden. Man verfügte über kein Süßwasser mehr, so dass einige der Personen begannen, Salzwasser zu trinken. Am 8. Juli entdeckte man an der Küste die Personen, die sich auf der Schaluppe und dem Hafenboot befunden hatten. Beim zweiten Versuch gelang es, das Boot durch die Brandung auf den Strand zu steuern. Dabei wurden einem der Männer die Beine zerschmettert.

### Das Floß

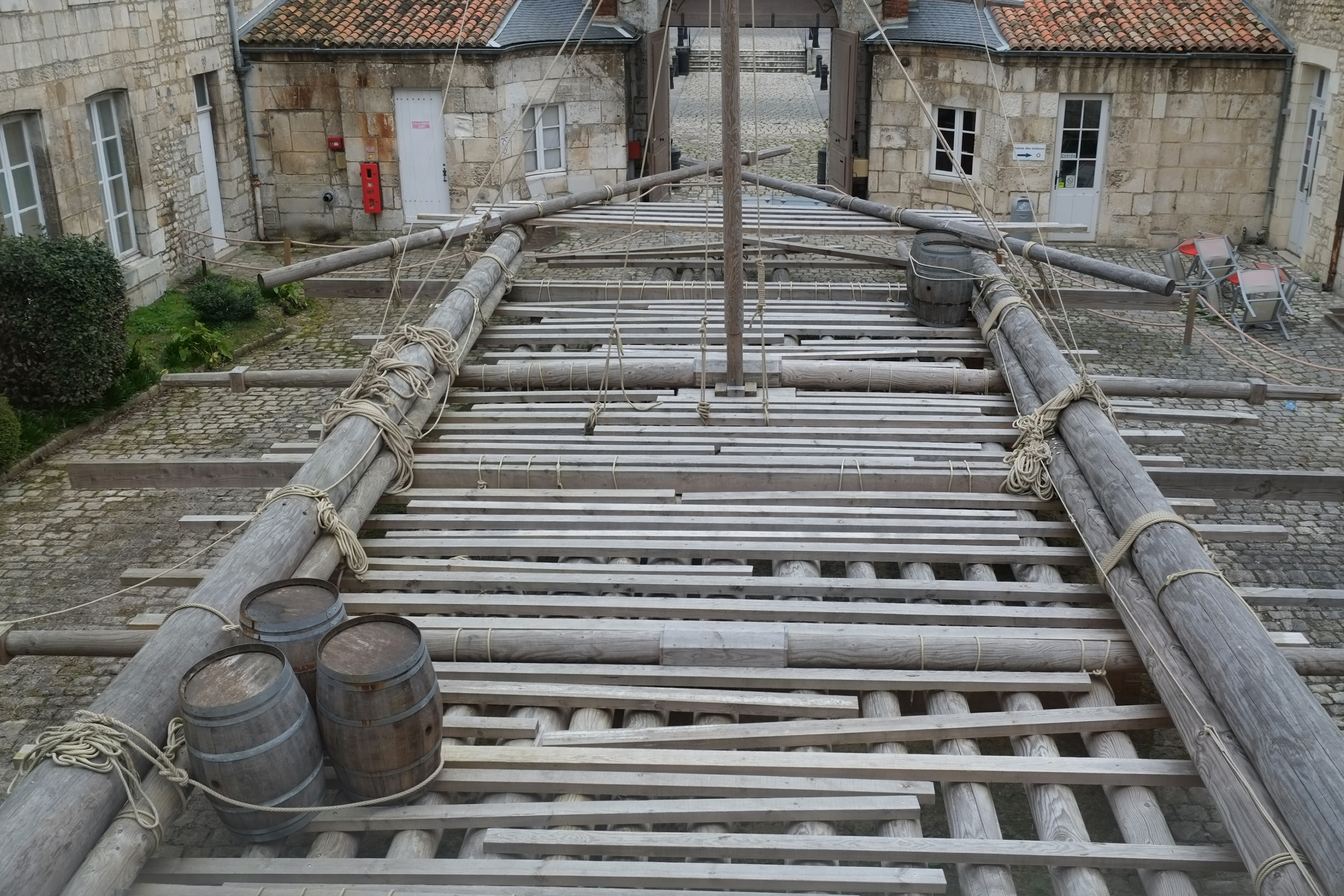
Rekonstruktion des Floßes im Marinemuseum Rochefort

Zu dem Zeitpunkt, zu dem das Floß von den Beibooten im Stich gelassen wurde, befanden sich 146 Männer und eine Frau auf dem Floß. Ein großer Teil von ihnen gehörte zum afrikanischen Bataillon, dessen einfache Soldaten zu Teilen aus Italien, Arabien, Guadeloupe, San Domingo, Indien, Asien, Amerika, Polen und Irland stammten. Der Autor Jonathan Miles bezeichnet diese in seiner Analyse als einen zusammengewürfelten, explosiven Haufen von Söldnern und Exhäftlingen. Die einzige Frau auf dem Floß war eine Marketenderin, die sich von ihrem Mann, einem der Soldaten, nicht trennen wollte. Nur zwanzig Besatzungsmitglieder der Méduse befanden sich an Bord des Floßes – die übrigen hatten einen Platz in den Beibooten erhalten. Bei den übrigen Personen an Bord handelte es sich um Handwerker. Nach den Anweisungen von Kommodore de Chaumareys sollte Fähnrich Jean-Daniel Coudein das Floß kommandieren. Der Fähnrich hatte sich jedoch bei der Abfahrt am Unterschenkel verletzt und war aufgrund der Verletzung außer Stande, an Bord irgendeine Form von Autorität auszuüben. Nach den Berichten der Überlebenden des Floßes waren es letztlich der zweite Sanitätsoffizier, Henri Savigny, der Ingenieur und Geograph Alexandre Corréard und der Sekretär Jean Griffon du Bellay, die in den nächsten Tagen eine Form von Führung übernahmen. Alexandre Corréard war freiwillig auf das Floß gegangen, obwohl ihm ein Platz in einem der Beiboote zugewiesen war. Jedoch befanden sich seine zwölf Arbeiter auf dem Floß und Corréard fühlte sich verpflichtet, bei ihnen zu bleiben.

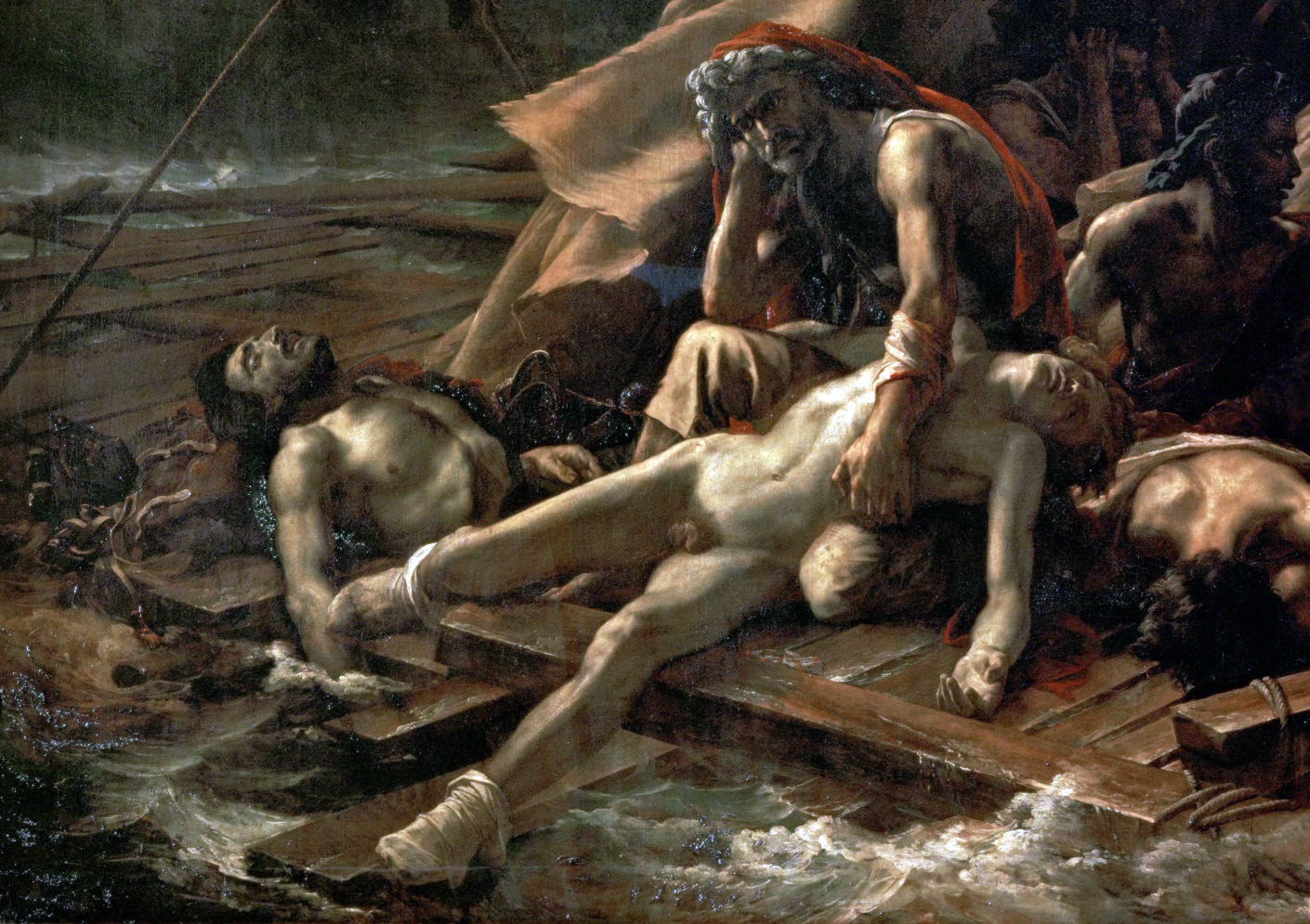
Detail von Géricaults Gemälde Das Floß der Medusa

Die Personen auf dem Floß konnten zunächst nicht richtig einordnen, was mit den Beibooten geschah. Henri Savigny und Alexandre Corréard, die später den bekanntesten Bericht über die Geschehnisse auf dem Floß veröffentlichten, schrieben dazu:

„Wir konnten nicht glauben, dass wir verlassen waren, bis die Boote unseren Blicken entschwanden, doch dann verfielen wir in eine tiefe Verzweiflung.“

Jedem an Bord des Floßes dürfte in diesem Moment klar gewesen sein, wie aussichtslos ihre Situation war. Die 147 Personen standen hüfthoch im Wasser und jede größere Welle schlug über ihnen zusammen. Wer sich am Rand befand, lief Gefahr, ins Meer gespült zu werden, und jeder von ihnen konnte sich schwer verletzen, wenn er zwischen die lose zusammengebundenen Masten und Rahen geriet, aus denen das Deck des Floßes bestand. Es bestand keine Möglichkeit, sich vor der sengenden Äquatorsonne zurückzuziehen. Henri Savigny ließ zwar einen Mast mit einem kleinen Segel errichten, aber ohne Ruder wurde das Floß von Strömung und Wind hin und her getrieben. Es fehlten Kompass, Karte und Anker – wichtige Ausrüstungsgegenstände, von denen der Erste Offizier Reynaud ihnen versichert hatte, dass sie diese auf dem Floß vorfinden würden. An Flüssigkeit standen ihnen nur zwei Fässer Wein und ein Fass Wasser zur Verfügung. Der einzige Proviant war ein Sack nasser Schiffsbiskuit, den Henri Savigny sofort verteilen ließ.
Bereits in der ersten Nacht verstarben vermutlich zwölf Männer. Nicht wenige hatten sich während der Nacht auf dem Deck des Floßes verletzt. Durch das Salzwasser war jede Aufschürfung und jede Fleischwunde sehr schmerzhaft, so dass vor allem Klagen und Stöhnen zu hören waren. Die mageren Rationen an Flüssigkeit halfen in der sengenden Sonne kaum. Drei Männer – ein Bäcker und zwei Lehrlinge – begingen Selbstmord, indem sie sich ins Meer warfen. Andere wurden zu Tode getrampelt, als die Personen auf Deck versuchten, vor heranrollenden Brechern in der Mitte des Floßes Schutz zu suchen. Die Vorräte wurden schnell knapp und auf dem Floß brach Kannibalismus aus. Am 8. Tag erschoss man 65 Passagiere und warf die Schwachen und Verwundeten über Bord. Der überlebende Chirurg Henri Savigny schrieb dazu in seinen Berichten:

„Diejenigen, die der Tod verschont hatte, stürzten sich gierig auf die Toten, schnitten sie in Stücke, und einige verzehrten sie sogleich. Ein großer Teil von uns lehnte es ab, diese entsetzliche Nahrung zu berühren. Aber schließlich gaben wir einem Bedürfnis nach, das stärker war als jegliche Menschlichkeit.“

Eine Woche später konnten nur noch 15 Männer gerettet werden.

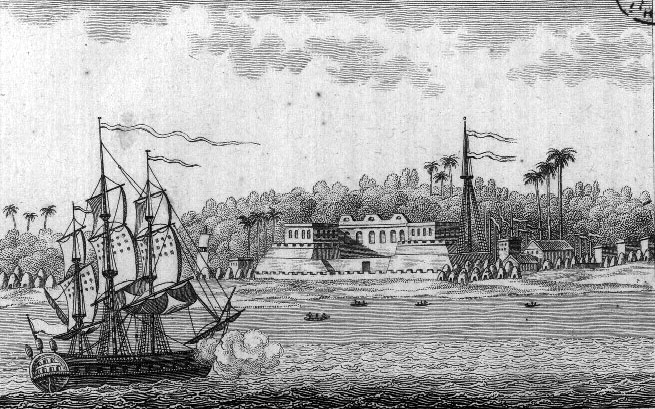
Saint-Louis, Grafik aus dem Jahre 1814

Das Schiff Argus brachte die Überlebenden nach Saint-Louis. Fünf der Überlebenden, einschließlich Jean-Charles, dem letzten afrikanischen Besatzungsmitglied, starben innerhalb weniger Tage. Von den 17 Männern, die auf der Méduse geblieben waren, überlebten drei. Britische Marineoffiziere halfen den Überlebenden bei der Rückkehr nach Frankreich, da das französische Marineministerium keine Hilfe anbot.

## Nachspiel
Der britische Gouverneur von St. Louis weigerte sich, die Verwaltung des Gebietes den wenigen Überlebenden der französischen Mission zu übergeben, weil diese sich in einem physisch wie psychisch miserablen Zustand befanden. Zudem waren die für die Übernahme notwendigen Versorgungsgüter und militärischen Ausrüstungen mit der Méduse verloren gegangen. Die französische Regierung entsandte daher wenig später eine weitere Mission mit Personal und Material, um die Kolonie wieder in Besitz zu nehmen.
Der Chirurg Henri Savigny schrieb nach seiner Heimkehr nach Frankreich einen Bericht an die Behörden, in dem er die Vorfälle während des Schiffbruchs und auf dem Floß schilderte. Um seiner Forderung Nachdruck zu verleihen, die Hinterbliebenen der Opfer zu entschädigen, gab er den Bericht auch an die anti-bourbonische Zeitschrift Journal des débats weiter, die ihn am 13. September 1816 veröffentlichte. Dies löste einen Skandal aus, da die zuständigen Minister und Behörden versuchten, sich aus der Angelegenheit herauszureden. Auch Entschädigungen wurden nicht gezahlt. In der Öffentlichkeit standen der Schiffbruch und seine Folgen sinnbildlich für den Zustand des französischen Staates nach der Wiederherstellung der Bourbonenherrschaft unter König Ludwig XVIII. Der Schiffsingenieur Alexandre Corréard, ebenfalls ein Überlebender des Floßes, legte nach eigenen Untersuchungen 1817 einen weiteren Bericht vor (Naufrage de la frégate la Méduse), der bis 1821 in fünf Versionen erschien.
Die juristische Aufarbeitung der Ereignisse erfolgte vor dem Kriegsgericht in Rochefort (Charente-Maritime), das de Chaumareys schuldig sprach und zu drei Jahren Festungshaft verurteilte.

## Géricaults Darstellung
Beeindruckt von den Berichten der Schiffbrüchigen beschloss der 25-jährige Künstler Théodore Géricault, ein Gemälde des Vorfalls zu malen, und kontaktierte die Betroffenen im Jahr 1818. Um sein „Floß der Medusa“ so realistisch wie möglich zu gestalten, skizzierte er die Körper von Leichen. Das Gemälde zeigt einen Moment aus den Berichten der Überlebenden: Vor ihrer Rettung sahen sie ein Schiff am Horizont und machten sich bemerkbar (Das Schiff sieht man in der oberen rechten Ecke des Bildes). Es verschwand wieder und ein überlebendes Besatzungsmitglied berichtete, dass „aus dem Delirium der Freude tiefgründige Depression und Trauer wurde.“ Zwei Stunden später tauchte das Schiff wieder auf und rettete die Überlebenden.
Géricault verwendete Freunde als Modelle, vor allem den Maler Eugène Delacroix. Das Gemälde wurde im Jahr 1819 im Pariser Salon ausgestellt und wurde als Sensation gefeiert. Derzeit ist das Gemälde im Louvre ausgestellt.

## Lage des Schiffswracks
Im Jahr 1980 wurde das Wrack der Méduse bei einer Expedition unter der Leitung von Jean-Yves Blot vor der Küste von Mauretanien gefunden (Position 19° 57′ 0″ N, 16° 58′ 0″ W).

## Rezeptionen

### Filme
- Der Prozess Medusa, deutscher Fernsehfilm 1976, nach dem Buch von Erwin K. Münz, Regie: Wolfgang Staudte
- Le Radeau de la Méduse, französischer Film, 1998, Regie: Iradj Azimi, D: Jean Yanne (Chaumareys), Daniel Mesguich (Coudein), Claude Jade (Reine Schmaltz), Alain Macé (Savigny), Laurent Terzieff (Géricault).
- The Medusa, amerikanischer Film, unbekannter Starttermin. Regie: Peter Webber, D: Jesse Eisenberg (Théodore Géricault), Pierce Brosnan (Jean-Baptiste Caruel, Géricaults Onkel), Vanessa Redgrave. Biographischer Film über die Entstehung des Gemäldes

### Musik
- 1838/39 vollendete Friedrich von Flotow die von Auguste Pilati begonnene Oper La naufrage de la Méduse (dt.: „Die Matrosen“, 1845); das Stück begründete den Ruf von Flotow als Opern-Komponist.
- Im Jahr 1968 schrieb der deutsche Komponist Hans Werner Henze ein Oratorium mit dem Titel Das Floß der Medusa in Erinnerung an Che Guevara

### Literarische Rezeptionen
- Franzobel: Das Floß der Medusa. Roman nach einer wahren Begebenheit, Zsolnay, Wien, 2017, ISBN 978-3-552-05816-3
- Julian Barnes: Eine Geschichte der Welt in 10 1/2 Kapiteln („A history of the world in 10 1/2 chapters“). Reinbek, Rowohlt 2000, ISBN 3-499-22134-9
- Günter Seuren: Das Floß der Medusa. Roman, Rotbuch Verlag, Hamburg, 2004, ISBN 3-434-53123-8
- Erwin K. Münz: Prozess Medusa. Roman, Zsolnay, Wien/Hamburg, 1964

### Andere (Auswahl)
- Die Rock-Gruppe Great White verwendet das Bild Das Floß der Medusa als Cover für ihr Album Sail Away
- Das zweite Album der irischen Folk-Rock-Gruppe The Pogues nutzt das Gemälde in veränderter Form: Die Gesichter der Überlebenden wurden gegen die Gesichter der Gruppenmitglieder getauscht.

### Zitat
„Auf diesem Floß zerschellten die Ideale der Zivilisation“